# Pseudodemonax
Pseudodemonax is een kevergeslacht uit de familie van de boktorren (Cerambycidae). De wetenschappelijke naam van het geslacht werd voor het eerst geldig gepubliceerd in 2012 door Vives & Heffern.

## Soorten
Pseudodemonax is monotypisch en omvat slechts de volgende soort:
- Pseudodemonax confusus Vives & Heffern, 2012